# José Adriano Buergo Ortiz
José Adriano Buergo Ortiz (nacido en La Habana, en 1964) es un artista cubano contemporáneo, que cultiva la pintura, el dibujo y la instalación.
Entre 1983-1984 fue miembro del Grupo Vinculación y entre 1986-1987 perteneció al colectivo del Grupo Puré, junto a otros artistas como Ana Albertina Delgado, Ermy Taño, Lázaro Saavedra, Ciro Quintana, ambos grupos desarrollaron su trabajo fundamentalmente en La Habana, Cuba,
Cursó estudios entre 1980 y 1983 en la Escuela de Artes Plásticas “San Alejandro,” Habana, Cuba y más tarde se gradúa 1988 del Instituto Superior de Arte (ISA), Habana, Cuba. También se desempeñó como profesor del Instituto Superior Pedagógico “Enrique José Varona,” Habana, Cuba, entre 1988-1990.

## Exposiciones personales
Ha logrado exponer su trabajo en varias exposiciones personales importantes, entre ellas podemos mencionar la muestra "Del Ambiente", en el Centro Wifredo Lam en 1986, Habana,  Cuba; en 1989 "Roto Expone. Adriano Buergo" formando parte del Proyecto Castillo de la Fuerza, Castillo de la Real Fuerza, Habana,  Cuba y en 1991 "Ana Albertina y Adriano", Ninart, Centro de Cultura, Ciudad de México, México.

## Exposiciones colectivas
Entre las muestras colectivas más relevantes en que ha expuesto su obra podemos citar en 1984
"El ISA Saluda la Bienal. 1.ª. Bienal de La Habana", Galería L, Habana,  Cuba y Grupo Vinculación (paralela a la 1a. Bienal de La Habana), en el Instituto Superior de Arte (ISA), Habana, Cuba. También ha participado en numerosas exposiciones fuera de los espacios nacionales, entre ellas tenemos en 1988 "Cuban Art in Boston", Massachusetts College of Art, Massachusetts, U.S.A., "Color de Cuba", en el Pabellón de las Artes, Exposición Universal Sevilla 92, Seville, España y en 1997 "Breaking Barriers. Selections from the Museum of Art’s Permanent Contemporary Cuban Collection", Museum of Art, Fort Lauderdale, Florida, EE. UU.

## Colecciones
Su obra forma parte de numerosas instituciones como la Galería Nina Menocal, Ciudad de México, México; Ludwig Forum für Internationale Kunst, Aquisgrán, Alemania; el Museo Cubano de Arte y Cultura, Miami, Florida, U.S.A y el Museo Nacional de Bellas Artes, La Habana, Cuba,

## Premios
A lo largo de su labor creativa ha sido gratificado con varios reconocimientos, entre ellos encontramos los premios en el II Salón Nacional de Artes Plásticas. Escuelas de Nivel Medio, (1983) Museo Nacional de Bellas Artes, Habana, Cuba; en el Salón Playa ’87, en la Galería de Arte Servando Cabrera Moreno, Habana, Cuba y la Mención en el Salón de la Ciudad 1988, Centro Provincial de Artes Plásticas y Diseño, La Habana, Cuba.
- Datos: Q5937324